# Prospero Farinacci
Prospero Farinacci (1 de noviembre de 1544-31 de diciembre de 1618) fue un jurista y hombre de leyes italiano.

## Biografía

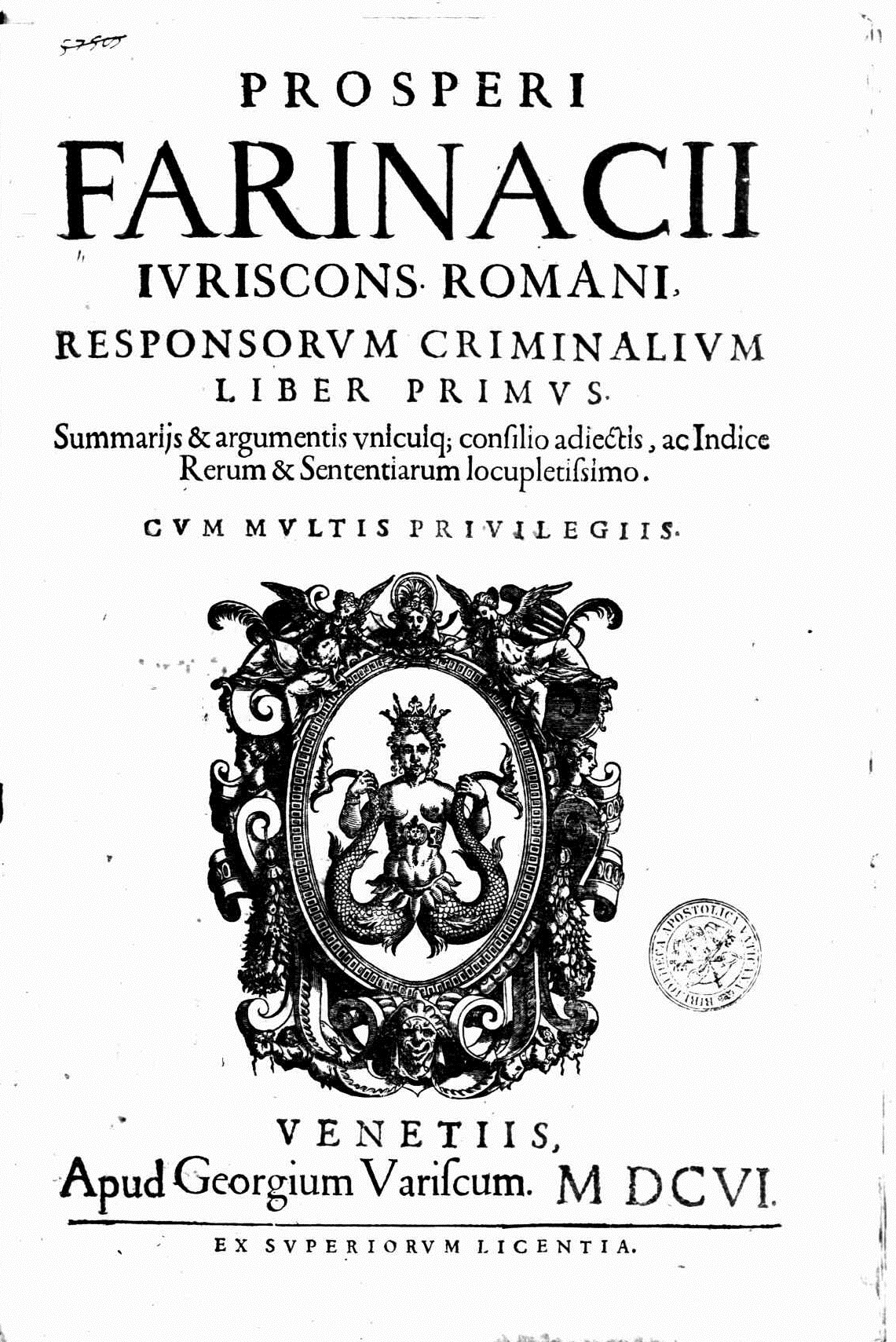
Responsa criminalia, 1606

Jurista estimado, Farinacci tuvo numerosos cargos políticos en los Estados Pontificios, entre los que estaba el de «procurador fiscal».
Como abogado, formó parte como acusación en diversos procesos importantes. En 1599 asume la defensa de Beatrice Cenci, acusada junto a sus hermanos del homicidio de su padre. La fama duradera de este caso fue tal, que incluso siglos después del evento, su nombre aparecía en los numerosos manuscritos dedicados al «Caso Cenci» o en los múltiples romances del siglo XVIII dedicados al tema.
Escribió numerosos libros de jurisprudencia, entre los que destaca Praxis et theorica criminalis (1581-1614); un compendio de la jurisprudencia de su época, que tenía la gran ambición de reunir todo aquello que había sido escrito sobre el derecho penal, de forma que pudiese ser utilizado como único punto de referencia en los tribunales, en lugar de decenas de obras de consulta. El éxito del texto fue notable, y, en efecto, fue adoptado durante más de dos siglos en la práctica jurídica, sobre todo en Italia, habiéndose hecho múltiples compendios y extractos. 
Farinacci murió en Roma; su monumento fúnebre se encuentra todavía en la iglesia de San Silvestre en el Quirinal. 
Un retrato de Farinacci, pintado por Cavalier d'Arpino, está expuesto en el museo del Castillo de Sant'Angelo, en Roma.

## El proceso
Juez inflexible (siendo criticado por muchos por su severidad, considerada por algunos como inhumana, condenando a la pena de muerte tantas veces como fuese posible), no fue tan severo consigo mismo y su vida privada. En 1595 comenzaron a circular rumores sobre su homosexualidad, hasta que fue investigado por sodomía (en la época castigado con la pena capital) por Berardino Rocchi, un joven servidor de Marco Sittico, cardinal Altaemps. 
Farinacci consiguió evitar la condena sólo porque el papa Clemente VIII decidió concederle la gracia. Fue en esta ocasión que, jugando con el apellido, el papa pronunció la frase:

La farina è buona, è il sacco che è cattivo.
La harina es buena, es el saco el que es malo.